# 聖菲 (堪薩斯州)
聖菲（英語：Santa Fe）是位於美國堪薩斯州哈斯克爾縣的一個鬼鎮。該地的面積和人口皆未知。

## 地理
聖菲所處的海拔為高於海平面619米（即2031英呎），而該地所採用的時區為UTC-6，即北美中部時區（CST）。同時該地設有夏令時間，為UTC-6調快一小時，即UTC-5（CDT）。